# 기동전사 건담 THE ORIGIN

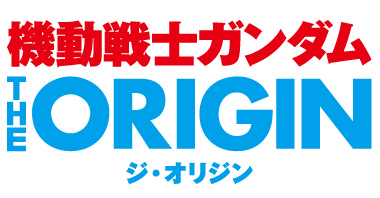

《기동전사 건담 THE ORIGIN》(일본어: 機動戦士ガンダム THE ORIGIN 기도센시 간다무 디 오리진[*], 영어: MOBILE SUIT GUNDAM THE ORIGIN)은 일본의 로봇 애니메이션으로, 선라이즈가 제작하였다. 1979년의 《건담 시리즈》의 첫 작품인 《기동전사 건담》을 베이스로 한 커미컬라이즈 작품이지만, 설정의 재검토나 외전적 에피소드의 추가 등 독자적인 어레인지가 갖추어져 있다.
2015년부터 2018년까지 OVA 6편을 발매(이벤트 상영 작품), 2019년 4월부터 《기동전사 건담 THE ORIGIN 전야 붉은 혜성》(일본어: 機動戦士ガンダム THE ORIGIN 前夜 赤い彗星)이 TV 애니메이션화로 방영될 예정이다.

## 개요
TV 애니메이션 《기동전사 건담(퍼스트 건담)》에서 애니메이션 디렉터, 캐릭터 디자이너, 메카니컬 디자인의 클린업 등을 지낸 안언 요시카즈로 동작인 코믹컬라이즈 작품이다.
TV 애니메이션판을 원전으로 하고 있으며, 극장판에서 컷된 루너투 공방전과 세인트 안제의 에피소드 등도 그려져 있다. 또한, 원전에서의 볼 만한 장면이나 결정 대사 등 많은 것을 작품으로 재현하고 있는 한편, 집필 시점의 현실적 시점에서 보면 부자연스럽거나 현실세계의 변화에 맞지 않게 된 설정 등의 변경, 신규 캐릭터의 추가, 기존 캐릭터의 설정을 재검토하고 있다.